# Hayato Tamura
Hayato Tamura (田村 隼人, Tamura Hayato), né le 13 septembre 1995 à Minakami, est un catcheur japonais qui travaille actuellement à la GLEAT.

## Carrière

### Pro Wrestling Zero1 (2020-2021)
Le 27 août 2020, il effectue ces débuts à la Pro Wrestling Zero1 en battant Chris Vice pour remporter le ZERO1 World Heavyweight Championship,.
Le 1er janvier 2021, il perd son titre contre Masato Tanaka.
Le 4 mai 2021, lui et Masato Tanaka perdent contre CIMA et Daisuke Sekimoto.

### Gleat (2021-...)
Le 30 décembre, lui, Kazma Sakamoto, Nobuhiro Shimatani, Quiet Storm et Ryuichi Kawakami perdent contre Strong Hearts (El Lindaman, CIMA, Issei Onitsuka, Shigehiro Irie et T-Hawk) dans un Hair Vs. Hair Ten Man Tag Team Elimination Match, ce qui méne au rasage de ces cheveux.
Il participe ensuite au tournoi pour couronner le premier G-Rex Champion qu'il perd en finale contre El Lindaman,.

## Palmarès
- Gleat
  - 1 fois G-Infinity Championship avec Check Shimatani (actuel)

- Pro Wrestling Zero1
  - 1 fois ZERO1 World Heavyweight Championship

## Récompenses des magazines
- Pro Wrestling Illustrated
  - Classé 152e du classement PWI 500 en 2022[9]